# Atak na posterunek 13
Atak na posterunek 13 (Assault on Precinct 13) – amerykański film fabularny z 1976 roku w reżyserii Johna Carpentera, twórcy Halloween (1978).
W roku 2005 powstał remake filmu.

## Obsada
- Austin Stoker – Ethan Bishop
- Darwin Joston – Napoleon Wilson
- Laurie Zimmer – Leigh
- Martin West – Lawson
- Tony Burton – Wells
- Charles Cyphers – Starker
- Nancy Kyes – Julie
- John J. Fox – Warden